# Túmulo de Montefortini
O Túmulo de Montefortini ou Tumulus de Montefortini é um túmulo etrusca próxima a Comeana, Toscana, Itália central, que se crê datar do século VII a.C.
O túmulo é uma mamoa oval de 80 metros de extensão e 11 metros de altura que aloja duas tumbas. Escavações começaram em 1966 e as descobertas são mostradas no museu de Artimino.